# Jan Bloudek
Jan Bloudek (* 25. September 1964 in Prag) ist ein tschechischer Wirtschaftswissenschaftler, Bergsteiger, Kletterer und Sportfunktionär. Er ist Vorsitzender des Tschechischen Bergsteigerverbandes Český horolezecký svaz (ČHS), Mitbegründer und seit 2017 Präsidiumsmitglied der European Union of Mountaineering Associations (EUMA) (deutsch: Europäischer Bergsport-Dachverband).

## Leben
Im Alter von vierzehn Jahren begann Jan Bloudek zu klettern. Von 2003 bis 2014 war er erster stellvertretender Vorsitzender des Tschechischen Bergsteigerverbandes. Nach dem Unfalltod des ČHS-Vorsitzenden Zdeněk Hrubý (1956–2013) übernahm er das Amt des Vorsitzenden und wurde in den Jahren 2015 und 2017 wiedergewählt. In der EUMA ist er seit November 2017 Stellvertreter des Präsidenten Roland Stierle.
Zu seinen besonderen Leistungen als Kletterer gehört neben der Besteigung zahlreicher Kletterfelsen in Tschechien im deutschsprachigen Raum das Eisklettern auf der Route Männer ohne Nerven (WI 5+/6-) im österreichischen Pinnistal.